# Diamondhead
Diamondhead is een plaats (census-designated place) in de Amerikaanse staat Mississippi, en valt bestuurlijk gezien onder Hancock County.

## Demografie
Bij de volkstelling in 2000 werd het aantal inwoners vastgesteld op 5912.

## Geografie
Volgens het United States Census Bureau beslaat de plaats een oppervlakte van
30,4 km², waarvan 29,4 km² land en 1,0 km² water.

## Plaatsen in de nabije omgeving
De onderstaande figuur toont nabijgelegen plaatsen in een straal van 16 km rond Diamondhead.